# Malam Saguirou
 (août 2025).
Malam Ibrahim Mahaman Saguirou est un cinéaste nigérien. Ses documentaires ont remporté plusieurs prix internationaux.Il est natif de la région de Zinder.

## Carrière
Saguirou a commencé par un stage à IFTIC de Contrechamps, au Niger,. Il a ensuite rejoint Africadoc, à Dakar, en 2004. En 2005, il a effectué un stage chez Moppan à Jos, au Nigéria, et la même année, il a travaillé chez Cinédoc à Annecy, en France. Il a participé au Berlinale Talent Campus à Berlin en 2006. Saguirou a fondé la compagnie Dangarama en mars 2007. Saguirou est déjà venu à Angers pour l’édition 2009 du festival Cinémas d’Afrique, et est intervenu en tant que personne ressource lors de l’édition spéciale du festival en 2021.

## Travail
Saguirou s'est fait connaître lors de la projection, en décembre 2006, de son film Un Africain à Annecy, un regard sincère sur un jeune Africain découvrant la société occidentale lors de son premier voyage en France. Son deuxième film, La chèvre qui broute, je mange, tu manges, aborde le sujet sensible de la corruption au Niger. Pour le meilleur et pour l'oignon ! (2008) est un documentaire sur le mariage et le rôle de l'alimentation dans la culture nigérienne. Il raconte la pression exercée sur un jeune cultivateur d'oignons pour produire davantage afin de gagner l'argent nécessaire au mariage. Le parcours semé d'embûches d'Ousseini, chef traditionnel de la corporation des bouchers de Zinder, est le thème de son film de 2008, La Robe du temps.

## Filmographie
Les films de Saguirou incluent : 
| Année | Titre                               | Entreprise                                        | Rôle                                                  |
| ----- | ----------------------------------- | ------------------------------------------------- | ----------------------------------------------------- |
| 2011  | Ah ! Les Indigents                  | Dangarama                                         | Directeur                                             |
| 2008  | La Robe du temps                    | Adalios/Dangarama                                 | Réalisateur, scénariste, directeur de la photographie |
| 2008  | Pour le Meilleur et pour l'Oignon ! | Adalios/Dangarama/Les Films du Kutus/TV Rennes 35 | Producteur, directeur de la photographie              |
| 2006  | Un Africain a Annecy                | Films Cinédoc                                     | Directeur                                             |
| 2005  | Le Chasseur de Vent                 | Les Films du Kutus                                | Réalisateur, producteur, scénariste                   |